# Saugerties (Nowy Jork)
Saugerties – miasto w Stanach Zjednoczonych, w stanie Nowy Jork, w hrabstwie Ulster.